# Киприан (Спиридон)
Архиепи́скоп Киприа́н (рум. Arhiepiscop Ciprian, в миру Чезар Спиридон, рум. Cezar Spiridon; 19 апреля 1965, деревня Сухулец, жудец Яссы, Румыния) — епископ Румынской православной церкви, архиепископ Бузэушский и Враничский

## Биография
В 1979—1981 годы обучался в филолого-историческом лицее им. Михая Эминеску в Констанце. С 1982 по 1987 год обучался в духовной семинарии им. Епископа Кесария в Бузэу. С 1988 по 1992 год — обучался на богословском факультете им. Патриарха Юстиниана Бухарестского университета. Параллельно, в 1991 по обучался на отделении византийской музыки Национального музыкального университета в Бухаресте.
13 сентября 1992 года пострижен в монашество с наречением имени Киприан, а на следующий день был рукоположен в сан иеродиакона в Монастыре Красна жудеца Прахова.
В 1992 года продолжил образование в Греции в докторантуре в Богословской школе Университета Аристотеля в Салониках, который окончил в 1997 году со степенью доктора богословия за диссертацию «Греческие архиереи, которые управляли митрополиями в Угровлахии и Молдавии с XIV до XIX вв».
В 1994—1998 годах служил иеродиаконом в Новом Халкидоне в клире Эдесской митрополии.
В 1998—1999 годы занимался постдокторанскими исследованиями в Экуменическом институте в Бари, Италия по специальности византология.
В 1999—2000 годы занимал должность епархиального инспектора в рамках сектора «Церковь и общество» патриаршей администрации.
21 мая 2000 года был архиепископом Афинским и всея Греции Христодулом рукоположен в сан иеромонаха и определён патриаршим советником по Отделу Церковь и общество.
7 апреля 2002 года в монастыре Антим патриархом Румынским Феоктистом был возведён в сан архимандрита и награждён патриаршим крестом.
2 июля 2002 года Священный Синод Румынской православной церкви по предложению патриарха Румынского Феоктиста был избран патриаршим викарием с титулом «Кымпинский».
22 сентября того же года в храме Спиридона Нового в Бухаресте хиротонисан во епископа Кымпинского, патриаршего викария.
В 2002—2013 годы проводил замечательную пастырско-миссионерскую и литургическую деятельность во многих приходах при Бухарестской архиепископии, особенно в столичной церкви госпожи Бэлаши. В 2002—2010 годы координировал отделы патриаршей администрации по Внешним церковным отношениям, Богословскому образованию, социально-филантропический. В 2006—2010 годы координировал сектор Национального церковного культурного наследия. С 2009 года служил секретарём Священного Синода Румынской православной церкви.
28 февраля 2013 года Священным Синодом Румынской православной церкви был избран архиепископом Бузэуским и Враничским Мунтенской митрополии, получив 41 из 47 голосов членов Синода. Его соперник был епископ Амвросий (Мелякэ), получивший 6 голосов.

## Награды
- Командор ордена «За заслуги перед культурой»[рум.] в категории G «Культы» (7 февраля 2004 года, Румыния)[3]